# Ponk (YouTube)
Ponk war ein YouTube-Kanal, der bis zum 31. Oktober 2014 regelmäßig Comedy-Videos veröffentlichte. Der Kanal wurde am 22. Oktober 2012 als erster YouTube-Originalkanal in Deutschland von Mediakraft Networks gestartet und von dessen Tochterfirma Kultframe produziert. Ponk steht für „Perfekt orientierte neue Komedians“.

## Geschichte, Konzept
Das Konzept für Ponk wurde unter anderem von Philipp Laude (Y-Titty) entwickelt. Bereits nach einem Monat verzeichnete der Kanal 100.000 Abonnenten, deren Zahl in der Hochzeit des Kanals bis auf annähernd eine halbe Million stieg.
Die Produktion in einer eigens dafür gebildeten Wohngemeinschaft wurde zum Vorbild für viele weitere YouTuber-WGs und lief mit unterschiedlichen Besetzungen über zwei Jahre. Auf dem Kanal wurden bis zu fünfmal in der Woche Comedy-Videos veröffentlicht, die größtenteils von den Mitgliedern der Ponk-WG mit Unterstützung durch bei Mediakraft beschäftigte Cutter, Redakteure und Sprecher produziert wurden. Die eigentliche Ponk-WG befand sich im 6. Stock eines von Mediakraft gemieteten Bürogebäudes in Köln. Neben den zumeist präsenten WG-Mitgliedern traten in zahlreichen Folgen weitere Youtuber auf wie TC, iBlali und The Clavinover. Gastauftritte hatten unter anderem auch Schlagersänger Roberto Blanco und Stand-Up Comedian Luke Mockridge. Einige Gäste wie z. B. Petty (Ooobacht) und Maxi Gstettenbauer waren über mehrere Folgen präsent. Trotz zeitweise beachtlicher Zuschauerzahlen und rund 7 Millionen Aufrufen im Monat war die für Youtube-Verhältnisse sehr aufwändige Produktion wirtschaftlich kein Erfolg. Am 31. Oktober 2014 wurde das letzte Video auf dem Kanal veröffentlicht und die Produktion eingestellt.
Am 29. August 2013 startete Mediakraft in den Niederlanden eine Adaption des Ponk-Konzeptes unter dem Kanal-Namen Ponkers. Eine polnische Version wurde am 1. September 2014 gestartet. Beide Formate wurden bis Anfang 2020 produziert und haben die Abrufzahlen des deutschen Originals übertroffen.
Ponk fungierte zudem zeitweise als Dachmarke von Mediakraft Networks für Comedy (heute Comedynet).

## Mitglieder
Mit der Gründung im Jahr 2012 zogen Andre Schiebler, Cengiz Dogrul, Jan Christoph Meyer, Julian „Julez“ Weißbach und Lucrezia „Lucy“ Phantazia in die Ponk-WG ein.
In der YouPonk-Folge vom 30. März 2013 kündigte Lucrezia Phantazia an, dass sie nicht weiter Teil der WG sein werde. Sie werde jedoch in Zukunft bei weiteren Videoproduktionen als Gastschauspielerin oder Tänzerin mitwirken. Als Nachfolgerin trat Joyce Ilg im April 2013 der Ponk-WG bei. Selbst zog sie aber nicht in die eigentliche Wohnung ein.
Am 22. Mai 2013 teilten die in den vorherigen Folgen bereits häufig abwesenden ApeCrime-Mitglieder mit, dass sie mehr Zeit in ihren zunehmend erfolgreichen eigenen Kanal investieren wollten und deshalb ihr Engagement und Auftreten in Ponk reduzieren. Zur selben Zeit wurde auf der Facebookseite von Ponk verkündet, dass die ApeCrime-Mitglieder aus der Ponk-WG ausziehen. Am 3. Oktober 2013 kündigte Julian „Julez“ Weißbach in der Street-Ponk-Folge an, nicht mehr bei Ponk mitzuwirken.
Während die Mitarbeit bei Ponk für viele Cast-Mitglieder wie Joyce Ilg und Julez das Sprungbrett zur Karriere als YouTube-Star war, litt der Erfolg des Kanals unter dem Auszug der populären Erstbesetzung mit ApeCrime beträchtlich. Nachdem die monatlichen Videoabrufe im Januar 2014 auf die Einmillionenmarke absackten, erfolgte ein Relaunch mit neuen Mitgliedern, der kurzfristig noch einmal zu einer leichten Steigerung der Videoabrufe führte. Er bewirkte jedoch nicht die erwartete nachhaltige Wende.
Am 31. Oktober 2014 verkündeten Sebastian („RedJacketMan“) und Marc („Dr. Cock“) das offizielle Ende von Ponk.

### Gründungsmitglieder
- Cengiz Dogrul (YouTuber bei ApeCrime[24]; Mitglied bis Mai 2013)
- Jan Christoph Meyer (YouTuber bei ApeCrime[24]; Mitglied bis Mai 2013)
- Lucrezia Phantazia (Schauspielerin, Mitglied bis März 2013)
- Andre Schiebler (YouTuber bei ApeCrime[24]; Mitglied bis Mai 2013)
- Julian „Julez“ Weißbach (YouTuber; Mitglied bis Oktober 2013[25])

### Weitere Mitglieder
- Joyce Ilg (April 2013 bis Dezember 2013)
- Alex Cheng Loew (bis Dezember 2013)
- Martina „Barbie“ Lackner (bis Dezember 2013)
- Sebastian „C-Bas“ (bis Dezember 2013)
- Alexander „AlexiBexi“ Böhm (März 2014 bis Juni 2014 für KutterPonk)
- Torge „Freshtorge“ Oelrich (März 2014 bis Juni 2014 für KutterPonk)

### Letztes Team
Zuletzt besaß Ponk keinen „großen“ festen Cast mehr. Marc und Sebastian arbeiteten Formate und Konzepte aus und versuchten, andere Youtuber dafür zu gewinnen. Viele Gastauftritte prägten das zum Jahreswechsel 2013/14 gestartete Format TravelPonk.
- „RedJacketMan“ Sebastian Weimar[26] (seit Februar 2013, seit September 2013 auch vor der Kamera)
- „Dr. Cock“ Marc (seit Beginn als Kameramann, seit September 2013 auch vor der Kamera)[27]
- „Ponk-Cutter“ Antonio (Cutter)